# Arbeitskapazität (Betriebswirtschaftslehre)
Arbeitskapazität (oder Personalkapazität) ist in der Betriebswirtschaftslehre die maximal mögliche Arbeitsleistung des Produktionsfaktors Arbeit in einem bestimmten Zeitraum. Allgemein wird zwischen qualitativer und quantitativer Arbeits- oder Personalkapazität unterschieden. Die quantitative Arbeitskapazität betrifft die Anzahl der beschäftigten und einsatzfähigen Mitarbeiter, gemessen in Mitarbeiterstunden. Die qualitative Komponente der Arbeitskapazität besteht aus dem Ausbildungsstand und den betrieblichen Erfahrungen der Mitarbeiter.
Die Arbeits- oder Personalkapazität ist neben der technischen Maschinenkapazität eine der zentralen Stellgrößen im Betrieb. Sie liefert Entscheidungsgrundlagen für den Personaleinsatz in anderen Bereichen (Springer), Flexibilisierung durch bessere Qualifizierung der Mitarbeiter, temporärer Einsatz von Überstunden, Veränderung der Schichtmodelle, Zeitarbeit u. a.

## Messung
Faktoren der Arbeitskapazität sind die vorhandenen, voll einsatzfähigen Arbeitskräfte und die Arbeitszeit. Das maximal mögliche Arbeitsvolumen (Arbeitsleistung) ergibt sich aus der Gleichung
{\displaystyle \qquad Arbeitsvolumen=Arbeitskraft\cdot Arbeitszeit}.
Wird mithin die Arbeitszeit verkürzt, verringert sich die Arbeitskapazität und umgekehrt. Arbeitskapazität ist mithin die Summe der Arbeitskraftstunden pro Jahr, verringert um die gesetzlichen/tarifvertraglichen Pausen- und Urlaubsregelungen sowie Fehlzeiten. Wird die Anzahl der Arbeitskräfte verändert, wirkt sich dies ebenfalls auf die Arbeitskapazität aus. Arbeitskräfte unterliegen subjektiven und objektiven Arbeitsbedingungen. Zu den subjektiven gehören die körperlichen und geistigen Fähigkeiten und Fertigkeiten, der Ausbildungsstand, die persönliche Leistungsbereitschaft, die Erfahrung, Arbeitsleid, Arbeitsschwere und die Arbeitsmotivation. Objektive sind die Arbeitskurve, Arbeitsbedingungen, die Arbeitstechnik, der Arbeitsplatz, die Arbeitsumgebung und die Pausenregelungen. Auch diese Arbeitsbedingungen wirken sich auf die Arbeitskapazität aus. Steht etwa den Arbeitskräften nur schlechte, nicht sicher funktionierende Arbeitstechnik zur Verfügung, wird das Arbeitsvolumen geringer sein als bei funktionssicherer Technik und umgekehrt.
Der Bedarf an Arbeitsplätzen (Stellenbedarf) ergibt sich, wenn man das Arbeitsvolumen der Arbeitskapazität gegenüberstellt. Insbesondere beim Militär gibt es für die Messung der Personalstärke – die hier Truppenstärke genannt wird – die Begriffe der Sollstärke und der Iststärke. Als Sollstärke wird bei der Bundeswehr die Anzahl der im Stellenplan der Sollorganisation ausgewiesenen Soldaten bezeichnet, Iststärke sind die sofort gefechtsbereiten Soldaten.